# Брейккор
Брейккор (англ. BreakCore) — стиль электронной танцевальной музыки, возникший в середине 1990-х годов, объединяющий в себе элементы брейкбита, хардкор-техно, джангла и индустриальной музыки. Жанр имеет свой экспериментальный подход к построению ритма, тем самым нарушая традиционные структуры и правила музыкального компонования. Для него характерны быстрые, сложные и запутанные барабанные партии, а также высокий темп, превышающий 180 ударов в минуту.

## История

### Появление жанра
Стиль зародился в 1993—1994 годах. В Берлине и Кёльне диджейская команда Bass Terror Crew ставила на своих вечеринках более тяжёлые версии брейкбит-пластинок, достигалось это игрой виниловых дисков на 45 оборотах в минуту вместо 33. В то же самое время хардкор-техно-диджей Tanith организовал ряд вечеринок с названием «Breakcore», именно это слово писалось на листовках.

### Звук и целевая аудитория
Одновременно многие хардкор-музыканты стали перенимать идеи джангл-музыки 1990-х и эйсид-хауса, что послужило ещё одним шагом вперёд для всего направления в целом. В музыку чаще включались ломаные ритмы (англ. break beats, особенно амен-брейк), а звучание барабанов и баса восходило к концепту хардкора и индустриальной музыки.
Брейккор со временем избавлялся от влияния рейв-движения и большее число его поклонников не являлись приверженцами техно- или хаус-культуры, многие приходили на брейккор-сцену из IDM, нойзовых и даже грайндкор-движений.
Большинство брейккор-треков середины 1990-х изготовлено на очень дешёвых компьютерах пиратским программным обеспечением. Благодаря снижению цен на компьютеры количество брейккор-записей увеличилось.

### Живые выступления
Говоря о становлении сцены, трудно выделить какое-то особое место, однако брейккор прочно обосновался в Берлине, Южном Лондоне, Ньюкасле и всём Новом Южном Уэльсе (Австралия), Ренне (Франция), Генте (Бельгия), на Среднем Западе США, включая Милуоки (Висконсин) и Миннеаполис (Миннесота), в Нью-Джерси, а также в Канаде (Виннипег и вся провинция Манитоба, бо́льшая часть Нью-Брансуика). В России брейккор-мероприятия остались в нишевой среде андеграунда.

### Популярность наSoundcloudиYoutube
В конце 2010-х годов жанр начал набирать популярность на Soundcloud и Youtube, за счёт появления более лёгких и ритмичных подвидов жанра. Однако с популярностью пришёл и раздор в сообществе. По аналогии с сообществом дабстеп-музыки и Skrillex музыканты и слушатели оспорили принадлежность музыкантов «новой волны» к брейккору, обосновывая это тем, что такие артисты как Sewerslvt используют зацикленные фрагменты готовых брейков, почти без изменений, а не делают их сами.